# طوروقخان طوقوز
طوروقخان طوقوز (بالتركية: Dorukhan Toköz) (مواليد 21 مايو 1996) لاعب كرة قدم تركي محترف يلعب كلاعب وسط لنادي بشكتاش التركي. شارك لأول مرة في المنتخب الوطني التركي لكرة القدم يوم 22 مارس 2019 في تصفيات بطولة أمم أوروبا 2020 ضد ألبانيا، كبديل لمدة 65 دقيقة عن إمره بلوز أوغلي.

## وصلات خارجية
- طوروقخان طوقوز على موقع الاتحاد الدولي (مؤرشف)  (الإنجليزية)
- طوروقخان طوقوز على موقع الاتحاد الأوربي (الإنجليزية)
- طوروقخان طوقوز على موقع اتحاد تركيا (لاعب) (الإنجليزية)
- طوروقخان طوقوز على موقع قاعدة بيانات كرة القدم.إي يو (الإنجليزية)
- طوروقخان طوقوز على موقع ليكيب (الفرنسية)
- طوروقخان طوقوز على موقع ناشيونال فوتبول تيمز (الإنجليزية)
- طوروقخان طوقوز على موقع Soccerway.com (الإنجليزية)
- طوروقخان طوقوز على موقع عالم كرة القدم.نت (الإنجليزية)

- طوروقخان طوقوز  على سكروي
- طوروقخان طوقوز على موقع الاتحاد الدولي (مؤرشف)  (الإنجليزية)
- طوروقخان طوقوز على موقع الاتحاد الأوربي (الإنجليزية)
- طوروقخان طوقوز على موقع اتحاد تركيا (لاعب) (الإنجليزية)
- طوروقخان طوقوز على موقع قاعدة بيانات كرة القدم.إي يو (الإنجليزية)
- طوروقخان طوقوز على موقع ليكيب (الفرنسية)
- طوروقخان طوقوز على موقع ناشيونال فوتبول تيمز (الإنجليزية)
- طوروقخان طوقوز على موقع Soccerway.com (الإنجليزية)
- طوروقخان طوقوز على موقع عالم كرة القدم.نت (الإنجليزية)